# Tyska S:ta Gertruds församling
Tyska S:ta Gertruds församling är en icke-territoriell församling  i Domkyrkokontraktet i Stockholms stift. Församlingen ligger i Stockholms kommun i Stockholms län. Församlingen utgör ett eget pastorat.

## Allmänt
En person har enligt Svenska kyrkans kyrkoordning rätt att tillhöra församlingen om han eller hon tillhör Svenska kyrkan och är folkbokförd i en församling inom Stockholms stift och dessutom antingen är
1. medborgare i Tyskland,
2. född i ett tyskspråkigt land,
3. barn till någon som är född i ett tyskspråkigt land,
4. make eller barn till någon som tillhör församlingen enligt 1, 2 eller 3, eller
5. efterlevande make eller barn till någon som tillhört församlingen enligt 1, 2 eller 3.

## Administrativ historik
Församlingen bildades 3 maj 1558 genom en utbrytning ur Storkyrkoförsamlingen. 1839 införlivades Holländsk-reformerta församlingen som bildats 1692.
Församlingen har utgjort och utgör ett eget pastorat.

## Befolkningsutveckling
| Befolkningsutvecklingen i Tyska S:ta Gertruds församling 1860–1995                                                                                               | Befolkningsutvecklingen i Tyska S:ta Gertruds församling 1860–1995 | Befolkningsutvecklingen i Tyska S:ta Gertruds församling 1860–1995 | Befolkningsutvecklingen i Tyska S:ta Gertruds församling 1860–1995 | Befolkningsutvecklingen i Tyska S:ta Gertruds församling 1860–1995 |
| --- | ------------------------------------------------------------------ | ------------------------------------------------------------------ | ------------------------------------------------------------------ | ------------------------------------------------------------------ |
| |                                                                    |                                                                    |                                                                    |                                                                    |
| År |                                                                    |                                                                    | Folkmängd                                                          |                                                                    |
| 1860 | 1860                                                               |                                                                    | 1 760                                                              |                                                                    |
| 1870 | 1870                                                               |                                                                    | 2 037                                                              |                                                                    |
| 1880 | 1880                                                               |                                                                    | 2 209                                                              |                                                                    |
| 1890 | 1890                                                               |                                                                    | 2 339                                                              |                                                                    |
| 1900 | 1900                                                               |                                                                    | 2 011                                                              |                                                                    |
| 1910 | 1910                                                               |                                                                    | 1 924                                                              |                                                                    |
| 1920 | 1920                                                               |                                                                    | 2 813                                                              |                                                                    |
| 1930 | 1930                                                               |                                                                    | 2 544                                                              |                                                                    |
| 1935 | 1935                                                               |                                                                    | 2 772                                                              |                                                                    |
| 1940 | 1940                                                               |                                                                    | 3 032                                                              |                                                                    |
| 1945 | 1945                                                               |                                                                    | 3 137                                                              |                                                                    |
| 1950 | 1950                                                               |                                                                    | 4 066                                                              |                                                                    |
| 1955 | 1955                                                               |                                                                    | 6 039                                                              |                                                                    |
| 1960 | 1960                                                               |                                                                    | 5 738                                                              |                                                                    |
| 1965 | 1965                                                               |                                                                    | 5 198                                                              |                                                                    |
| 1970 | 1970                                                               |                                                                    | 4 049                                                              |                                                                    |
| 1975 | 1975                                                               |                                                                    | 3 136                                                              |                                                                    |
| 1980 | 1980                                                               |                                                                    | 2 657                                                              |                                                                    |
| 1985 | 1985                                                               |                                                                    | 2 407                                                              |                                                                    |
| 1990 | 1990                                                               |                                                                    | 2 334                                                              |                                                                    |
| 1995 | 1995                                                               |                                                                    | 2 525                                                              |                                                                    |
| Anm: För åren 1860-1945 samt 1955-1995 avses den kyrkobokförda befolkningen den 31 december nämnda år. 1950 avser befolkning enligt folkräkning den 31 december. |                                                                    |                                                                    |                                                                    |                                                                    |

## Kyrkoherdar
| Ämbetstid | Namn                       | Levnadstid | Övrigt |
| --------- | -------------------------- | ---------- | ------ |
| 1561–1562 | Josias Reich               | –1568      |        |
| 1563–1564 | Peter Winchilmann          |            |        |
| 1566–     | Martin Sehefeldt           |            |        |
| 1571–1573 | Joachim Eggert             | –1573      |        |
| 1573–1576 | Joannes Christianus        |            |        |
| 1577–1595 | Michael Keuler             | –1595      |        |
| 1596–1600 | Vitus Börner               | –1600      |        |
| 1602–1624 | Wolfgang Pezoldus          | –1624      |        |
| 1624–1638 | Johannes Rothlöben         | 1593–1649  |        |
| 1638–1655 | Johann Christopher Hingher |            |        |
| 1655–1666 | Johann Jacob Pfeiffius     | 1613–1676  |        |
| 1666–1673 | Johannes Gerdessen         | 1624–1673  |        |
| 1673–1677 | Jacobus Helwigius          | 1631–1684  |        |
| 1677–1689 | Christopher Bezelius       | 1628–1689  |        |
| 1690–1696 | Johann Heinrich Gerth      | –1696      |        |
| 1696–1709 | Ægidius Strauch            | 1647–1709  |        |
| 1710–1734 | Timotheus Lütkemann        | 1671–1738  |        |
| 1734–1738 | Johann Golitz              | 1677–1738  |        |
| 1738–1771 | Andreas Murray             | 1695–1771  |        |
| 1773      | Samuel Wilcke              | 1704–1773  |        |
| 1774–1805 | Christoph Wilhelm Lüdeke   | 1737–1805  |        |
| 1808–1817 | Hermann Wilhelm Hachenburg | 1752–1817  |        |
| 1818–1838 | Johan Anton August Lüdeke  | 1772–1838  |        |
| 1839–1875 | Johannes Rohtlieb          | 1807–1881  |        |
| 1876–1883 | Rudolph Alexander Kittan   | 1839–1911  |        |
| 1884–1890 | Johann Paul Kaiser         | 1852–1917  |        |
| 1890–1921 | Georg Friedrich Sterzel    | 1858–1921  |        |
| 1923–1944 | Carl Wilhelm Ohly          | 1885–1944  |        |
| 2021–     | Jörg Weissbach             |            |        |

### Kaplaner
| Ämbetstid | Namn                       | Levnadstid | Övrigt                          |
| --------- | -------------------------- | ---------- | ------------------------------- |
| 1587–1601 | Casper Stapelius           | –1601      |                                 |
| 1606–1607 | Johann Ernst Töpfer        |            |                                 |
| 1607–1615 | Joachim Seilerus           |            |                                 |
| 1615–1623 | Petrus Becker              | –1623      |                                 |
| 1624–1630 | David Meisner              | 1594–1630  |                                 |
| 1631–1633 | Joannes Linck              |            |                                 |
| 1634–1635 | Johannes Weidling          | 1603–1635  |                                 |
| 1635–1636 | Hieronymus Hecht           | 1587–1636  |                                 |
| 1637–1638 | Johann Christopher Hingher |            | Senare kyrkoherde i församling. |
| 1639–1655 | Johann Jacob Pfeiffius     | 1613–1676  | Senare kyrkoherde i församling. |
| 1655–1666 | Christopher Bezelius       | 1628–1689  | Senare kyrkoherde i församling. |

### Andre pastorer
| Ämbetstid | Namn                       | Levnadstid | Övrigt                                                 |
| --------- | -------------------------- | ---------- | ------------------------------------------------------ |
| 1666–1667 | Christopher Bezelius       | 1628–1689  | Senare kyrkoherde i församling.                        |
| 1678–1696 | Ægidius Strauch            | 1647–1709  | Senare kyrkoherde i församling.                        |
| 1696–1705 | Johann Jacob Leibnitz      | 1653–1705  |                                                        |
| 1707–1710 | Timotheus Lütkemann        | 1707–1710  | Senare kyrkoherde i församling.                        |
| 1710–1721 | Georg Johann Conradi       | 1679–1747  | Senare generalsuperintendent i Schleswig och Holstein. |
| 1722–1734 | Johann Golitz              | 1677–1738  | Senare kyrkoherde i församling.                        |
| 1734–1738 | Andreas Murray             | 1695–1771  | Senare kyrkoherde i församling.                        |
| 1739–1773 | Christoph Wilhelm Lüdeke   | 1737–1805  | Senare kyrkoherde i församling.                        |
| 1773–1774 | Johann Adolph Schinmeier   | 1733–1796  | Senare generalsuperintendent i Lübeck.                 |
| 1779–1780 | Carl Christian Noodt       | 1745–1780  |                                                        |
| 1782–1808 | Hermann Wilhelm Hachenburg | 1752–1817  | Senare kyrkoherde i församling.                        |
| 1808–1818 | Johan Anton August Lüdeke  | 1772–1838  | Senare kyrkoherde i församling.                        |

## Organister
Lista över organister.
| Verksam   | Namn                                   | Levnadstid   | Övrigt    |
| --------- | -------------------------------------- | ------------ | --------- |
| 1590–1593 | Johan Scheckerwitz                     |              |           |
| 1595–1598 | Måns Paulsson                          |              |           |
| 1596–1599 | Pehr Andersson                         |              |           |
| 1604–1606 | Sabinus Frederus                       |              |           |
| 1608–1609 | Andreas                                |              |           |
| 1609      | Christianus                            |              |           |
| 1610–1624 | David Ebel                             | –1624        | Organist  |
| ca 1620   | Peter                                  |              |           |
| ca 1620   | Jürgen                                 |              |           |
| 1625–1662 | Anders Düben den äldre                 | ca 1597–1662 | Organist  |
| 1663–1690 | Gustaf Düben den äldre                 | 1624–1690    | Organist  |
| 1691–1697 | Johann Kaspar Schultz                  | –1697        | Organist  |
| ca 1690   | Carl Hintz                             | 1640–1711    | Organist  |
| 1697–1726 | Christian Kellner                      | –1733        | Organist  |
| 1726–1753 | Johan Friedrich Seliger (Seeliger)     | 1688–1753    | Organist  |
| 1754–1781 | Christian Friedrich Seliger (Seeliger) |              | Organist  |
| 1781–1793 | Johann Christian Friedrich Haeffner    | 1759–1833    | Organist  |
| 1793–1822 | Johan Gottfried Jäger                  | 1741–1822    | Organist  |
| 1822–1824 | Johann Livornio Oschmann               | 1764–1824    | Organist  |
| 1824–1825 | Anders Gustaf Forsberg                 |              | Organist. |
| 1825–1826 | Abraham Mankell                        | 1802–1868    | Organist  |
| 1826–1827 | Gustaf Adolph Haeffner                 | 1808–1863    | Organist  |
| 1827      | J. Tholander                           |              | Organist  |
| 1828–1829 | Carl Torssell                          | 1808–1872    | Organist  |
| 1829–1835 | Johan Petter Lagerström                |              | Organist  |
| 1835–1836 | C. P. A. Lundin                        |              | Organist  |
| 1836–1849 | Carl August Stenman                    | 1809–1849    | Organist  |
| 1869–1900 | Lars August Lundh                      | 1838–1916    | Organist  |
| 1914–1930 | Erik Erling                            | 1894–1966    | Organist  |
| 1930–1964 | Tore Torlind                           | 1902–        | Organist. |
| 2016      | Michael Dierks                         |              | Organist  |

## Kyrkor
- Tyska kyrkan, S:ta Gertrud

## Församlingsliv
Tyska St:a Gertruds församling organiserar en rad olika aktiviteter. Det finns till exempel aktiviteter inom musik och sång, ungdomsaktiviteter och även andra aktiviteter.

### Ungdomsaktiviteter
Varje år konfirmeras en årskull konfirmander på pingstdagen. Tiden från första träffen mellan konfirmanderna och församlingen, som vanligen varar från augusti till pingst, innehåller olika former av lektioner och sammankomster, dels bestående av kortare träffar på vardagar, samt längre läger på helg- och söndagar.
För de yngre ungdomarna, det vill säga de, som är äldre än 13 år, finns det den så kallade Fishermen´s friends-gruppen, där ungdomarna har möjligheten att äta, leka och bara vara tillsammans regelbundet. En liknande grupp finns även för yngre vuxna, det vill säga för dem som är runt 20 år gamla.